# Euplexidia noctuiformis
Euplexidia noctuiformis là một loài bướm đêm trong họ Noctuidae.